# UAE Arabian Gulf League
UAE Arabian Gulf League är den högsta divisionen i fotboll i Förenade arabemiraten för klubblag. Den startade 1973 och har för närvarande 14 lag.

## Klubbar
Klubbarna i UAE Arabian Gulf League under säsongen 2019/2020.
| Klubb          | Stad                   | Arena                                | Kapacitet |
| -------------- | ---------------------- | ------------------------------------ | --------- |
| Ajman Club     | Ajman                  | Ajman Stadium                        | 5 537     |
| Al Ain         | al-Ayn                 | Hazza Bin Zayed Stadium              | 22 965    |
| Al Dhafra      | Madinat Zayed          | Al Dhafra Stadium                    | 5 020     |
| Al Jazira      | Abu Dhabi (al-Nahyan)  | Mohammad Bin Zayed Stadium           | 42 056    |
| Al Nasr        | Dubai (al-Nasr)        | Al-Maktoum Stadium                   | 15 058    |
| Al Wahda       | Abu Dhabi (al-Nahyan)  | Al Nahyan Stadium                    | 12 201    |
| Al Wasl        | Dubai (Zabeel)         | Zabeel Stadium                       | 8 439     |
| Baniyas        | Abu Dhabi (al-Shamkha) | Baniyas Stadium                      | 10 000    |
| Hatta          | Hatta                  | Hamdan Bin Rashid Stadium            | 5 000     |
| Fujayra        | Fujayra                | Fujairah Club Stadium                | 10 645    |
| Kalba          | Kalba                  | Ittihad Kalba Stadium                | 8 500     |
| Khor Fakkan    | Khur Fakkan            | Saqr bin Mohammad al Qassimi Stadium | 4 373     |
| Shabab Al Ahli | Dubai (Deira)          | Rashid Stadium                       | 12 052    |
| Sharja         | Sharja                 | Sharjah Stadium                      | 20 000    |

## Seriesegrare genom tiderna
| - 1973-1974 : Sharjah SC - 1974-1975: Al-Ahli Dubaï - 1975-1976 : Al-Ahli Dubaï - 1976-1977 : Al Ain Club - 1977-1978 : Al Nasr Dubaï - 1978-1979 : Al Nasr Dubaï - 1979-1980 : Al-Ahli Dubaï - 1980-1981 : Al Ain Club - 1981-1982 : Al Wasl Dubaï - 1982-1983 : Al Wasl Dubaï - 1983-1984 : Al Ain Club - 1984-1985 : Al Wasl Dubaï | - 1985-1986 : Al Nasr Dubaï - 1986-1987 : Sharjah SC - 1987-1988 : Al Wasl Dubaï - 1988-1989 : Sharjah SC - 1989-1990 : Al Shabab Dubaï - 1990-1991 : Inställd på grund av Kuwaitkriget - 1991-1992 : Al Wasl Dubaï - 1992-1993 : Al Ain Club - 1993-1994 : Sharjah SC - 1994-1995 : Al Shabab Dubaï - 1995-1996 : Sharjah SC | - 1996-1997 : Al Wasl Dubaï - 1997-1998 : Al Ain Club - 1998-1999 : Al-Wahda - 1999-2000 : Al Ain Club - 2000-2001 : Al-Wahda - 2001-2002 : Al Ain Club - 2002-2003 : Al Ain Club - 2003-2004 : Al Ain Club - 2004-2005 : Al-Wahda - 2005-2006 : Al-Ahli Dubaï - 2006-2007 : Al Wasl Dubaï - 2007-2008 : Al Shabab Dubaï | - 2008-2009 : Al-Ahli Dubaï - 2009-2010 : Al-Wahda - 2010-2011 : Al-Jazira Club - 2011-2012 : Al Ain Club - 2012-2013 : Al Ain Club - 2013-2014 : Al-Ahli Dubaï - 2014-2015 : Al Ain Club - 2015-2016 : Al-Ahli Dubaï - 2016-2017 : Al-Jazira Club - 2017-2018 : Al Ain Club - 2018-2019 : Sharjah FC | - 2019-2020 : Pandemin - 2020-2021 : Al-Jazira Club - 2021-2022 : |

## Skyttekungar
| Säsong  | Spelare                        | Klubb               | Mål |
| ------- | ------------------------------ | ------------------- | --- |
| 1974–75 | Suhail Salim                   | Al Ahli             | 14  |
| 1975–76 | Ali Nawaz Baloch               | Al Wahda            | 12  |
| 1976–77 | Al Fadhel Santo                | Al Nasr             | 10  |
| 1977–78 | Mohieddine Habita              | Al Ain              | 20  |
| 1980–81 | Karim Abdul Razak              | Emirates            | 14  |
| 1981–82 | Ahmed Abdullah                 | Al Ain              | 12  |
| 1982–83 | Carlos                         | Al Nasr             | 12  |
| 1983–84 | Ahmed Abdullah Fahad Khamees   | Al Ain Al Wasl      | 20  |
| 1984–85 | Fahad Khamees Adnan Al Talyani | Al Wasl Al Shaab    | 14  |
| 1985–86 | Mohammed Salem                 | Al Wahda            | 16  |
| 1986–87 | Adnan Al Talyani Khalil Ghanim | Al Shaab Al Khaleej | 13  |
| 1987–88 | Zuhair Bakheet                 | Al Wasl             | 25  |
| 1988–89 | Fahad Khamees                  | Al Wasl             | 14  |
| 1989–90 | Hussain Yaslam                 | Baniyas             | 16  |
| 1991–92 | Youssouf Atiq                  | Al Ahli             | 25  |
| 1992–93 | Saif Sultan                    | Al Ain              | 20  |
| 1993–94 | Abdulaziz Mohammed             | Sharjah             | 18  |
| 1994–95 | Bader Jassim                   | Al Wahda            | 10  |
| 1995–96 | Jassim Al Dokhi                | Al Shaab            | 10  |
| 1996–97 | Bader Jassim                   | Al Wahda            | 11  |
| 1997–98 | Ali Thani                      | Sharjah             | 18  |
| 1998–99 | Alboury Lah                    | Al Wahda            | 29  |
| 1999–00 | Alboury Lah                    | Al Wahda            | 18  |
| 2000–01 | Mohammed Al Enazi              | Al Wahda            | 22  |
| 2001–02 | Mohammed Al Enazi              | Al Wahda            | 22  |
| 2002–03 | Cristián Montecinos            | Dubai               | 19  |
| 2003–04 | Ali Karimi                     | Al Ahli             | 14  |
| 2004–05 | Valdir Anderson Barbosa        | Al Nasr Sharjah     | 23  |
| 2005–06 | Anderson Barbosa               | Sharjah             | 19  |
| 2006–07 | Anderson Barbosa               | Al Wasl             | 19  |
| 2007–08 | Faisal Khalil Anderson Barbosa | Al-Ahli Al-Sharjah  | 16  |
| 2008–09 | Fernando Baiano                | Al Jazira           | 25  |
| 2009–10 | José Sand                      | Al Ain              | 24  |
| 2010–11 | André Senghor                  | Baniyas             | 18  |
| 2011–12 | Asamoah Gyan                   | Al Ain              | 22  |
| 2012–13 | Asamoah Gyan                   | Al Ain              | 31  |
| 2013–14 | Asamoah Gyan                   | Al Ain              | 29  |
| 2014–15 | Mirko Vučinić                  | Al Jazira           | 25  |
| 2015–16 | Sebastián Tagliabué            | Al Wahda            | 25  |
| 2016–17 | Ali Mabkhout                   | Al Jazira           | 33  |
| 2017–18 | Marcus Berg                    | Al Ain              | 25  |
| 2018–19 | Sebastián Tagliabué            | Al Wahda            | 27  |